# Wikipedia Zero

Logotipo do Wikipedia Zero

O Wikipedia Zero foi um programa de parcerias da Fundação Wikimedia que tinha o objetivo de fornecer acesso à Wikipédia de forma gratuita em telefones celulares, especialmente em países em desenvolvimento. O programa foi inaugurado em 2012, e em 2013 ganhou o prêmio SXSW Interactive Award for activism. O objetivo do programa era reduzir as barreiras do acesso ao conhecimento livre, eliminando o custo do acesso a informação.
Depois de enfrentar críticas ao longo dos anos por violar o princípio da neutralidade da rede, em Fevereiro de 2018, a Fundação Wikimedia anunciou o fim da iniciativa, afirmando que seria necessário uma nova abordagem em parcerias.

## História

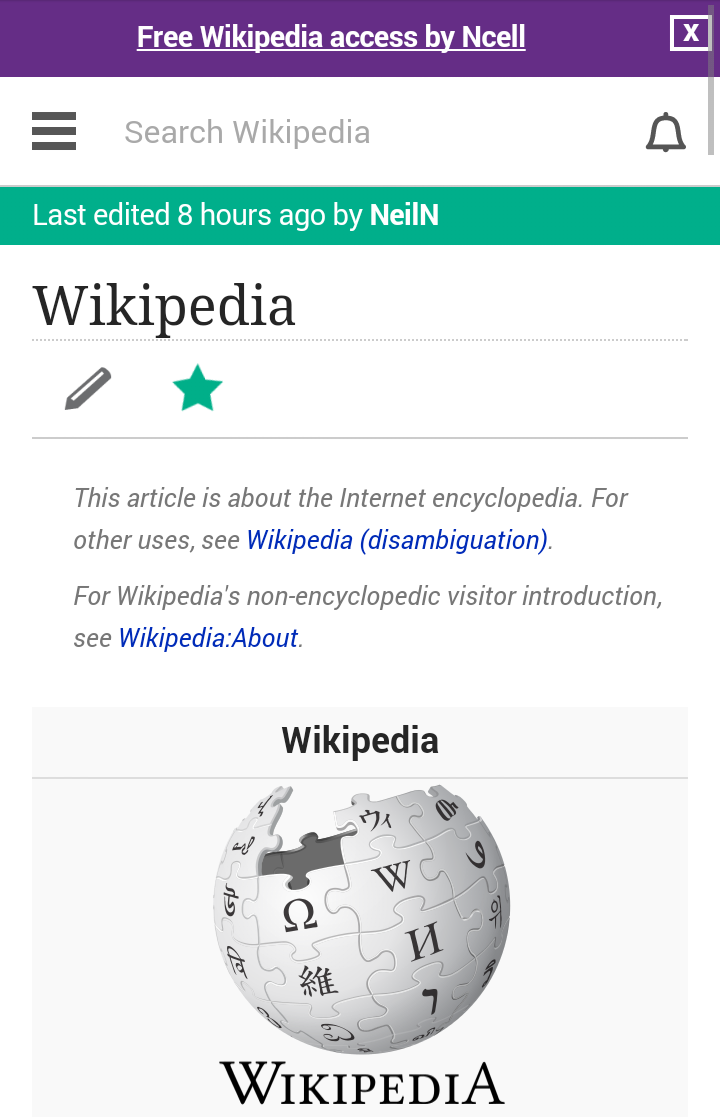
Navegando na Wikipedia através da Ncell em Nepal.

O programa de parcerias, inspirado no Facebook Zero, foi lançado inicialmente na Malásia em Maio de 2012. Em Outubro de 2012, foi lançado na Tailândia e na Arábia Saudita com a DTAC e a Saudi Telecom Company respectivamente e, em seguida, foi lançado no Paquistão com a Mobilink em Maio de 2013. Em Junho de 2013, foi lançado no Sri Lanka com a Dialog Axiata. O acesso gratuito foi disponibilizado na Índia através da Aircel. Em Outubro de 2013, foi lançado na Jordânia com a Umniah. Em 25 de Outubro de 2013, foi lançado no Bangladesh com a Banglalink. Em 28 de Abril de 2014, foi lançado em Kosovo na rede IPKO. Em maio de 2014, foi lançado no Nepal com a Ncell. Em 19 de Maio de 2014, foi lançado no Quirguistão com a Beeline. Em Dezembro de 2014 foi assinado um acordo entre a Fundação Wikimedia e a operadoras angolana Unitel, possibilitando o acesso gratuito à Wikipédia aos clientes destas operadoras, ambas líderes no mercado de Angola. Em novembro de 2015, o programa foi estentido à operadora angolana Movitel.
Em janeiro de 2014, o programa de parcerias era dirigido por Carolynne Schloeder. Ao longo do ano de 2014, mais 32 parcerias foram adicionadas ao programa, totalizando 56 operadores em 48 países, num universo de 450 milhões de potenciais consumidores, segundo o relatório da Fundação desse ano. O relatório assinalava, no entanto, a falta de evidência sobre o programa estar atingindo os seus objectivos, e "o facto da Wikipédia não ter sido originalmente desenhada para o Sul Global". Ainda assim, quando o Prémio Erasmus 2015 foi atribuído à comunidade Wikimedia, uma das três pessoas escolhidas para subir ao palco em Amsterdão representando a comunidade foi Adele Vrana, funcionária da Fundação Wikimedia, como integrante da equipa das parcerias Wikipédia Zero, consideradas então uma iniciativa emblemática da Fundação. Vrana integrava a equipa Wikipédia Zero desde janeiro de 2014, sendo encarregada dos programas do Oriente Médio, África e Brasil no início desse ano.
O programa de parcerias foi alvo de críticas constantes desde que surgiu em 2012 por violar o princípio da neutralidade da Internet, por promover uma abordagem neocolonial à difusão do conhecimento, e a desigualdade no acesso à Internet nos países em que foi implementado. O programa acabou sendo descontinuado pela Fundação Wikimedia em Fevereiro de 2018, com término completo programado para final desse ano. A Fundação justificou a decisão com baixo interesse por parte de potenciais parceiros neste tipo de parceria, notada a partir de 2016, que atribuiu em parte a alterações de dinâmica na indústria das comunicações móveis, e baixo custo de pacotes de dados.

## Recepção e impacto
A Subsecretaria de Telecomunicaciones do Chile determinou que os serviços a custo-zero como o Wikipedia Zero, Facebook Zero e o Google Free Zone, que subsidiam o uso de dados móveis, violam as leis de neutralidade da rede e deviam finalizar seus serviços até 1° de junho de 2014.
Uma das críticas ao programa foi este limitar o acesso à Internet a uma espécie de "jardim murado" para grande parte dos seus utilizadores, oferecidos e controlados por pesos pesados da Internet, como a Wikipédia e o Facebook, ao ponto de, para muitos, Wikipédia e Facebook passarem a ser sinónimo de "Internet". Em 2015, uma pesquisa sobre como o programa semelhante Facebook Zero, ele próprio inspiração para o Wikipedia Zero, moldava o uso das tecnologias de informação e comunicação no mundo em desenvolvimento, revelou que 11% dos indonésios que usavam o Facebook afirmava igualmente não usar a Internet. 65% dos nigerianos e 61% dos indonésios concordavam com a afirmação "o Facebook é a Internet", comparados com apenas 5% nos Estados Unidos.
Um artigo publicado na revista Vice em 2017 mostrava que o acesso livre via Wikipedia Zero havia transformado o Wikimedia Commons no hub de pirataria digital predilecto dos utilizadores do Bangladesh, Angola e outros países, que o usavam para o tráfico de material com direitos de autor, causando problemas significativos ao projecto, no qual somente conteúdo com licença livre é permitido. O artigo criticava a situação gerada pelo Wikipedia Zero, e as repercussões causadas entre os editores do Commons: "Por não conseguirem pagar o acesso ao YouTube e ao resto da Internet, a Wikipédia tornou-se a Internet para muitos habitantes do Bangladesh. A loucura desta situação é que neste momento um punhado de editores mais ou menos aleatórios que por acaso combatem a pirataria no Commons estão ditando o acesso à Internet a toda uma população."

### Angola
Em Angola, o programa de parcerias iniciou-se em Dezembro de 2014, chefiado por Adele Vrana, encarregada da Fundação Wikimedia das parcerias móveis para os mercados emergentes de África e Médio Oriente, negociando com operadores telefónicos a inclusão de um pacote Wikimedia a custo zero em pacotes de operadores telefónicos sem plano de dados, em conjunto com o Free Basics do Facebook. Inicialmente firmou parceria com a Unitel, a que se juntou a Movitel em novembro do ano seguinte. Quatro meses após a parceria com o segundo operador, em março de 2016, o programa havia mudado drasticamente a cultura de Internet em Angola, generalizando o pirateamento de conteúdos protegidos por direito de autor, sobretudo músicas, vídeos e filmes, entre uma população até aí sem acesso ou acesso muito reduzido à Internet. Os conteúdos eram carregados na Wikipédia e no Wikimedia Commons de forma clandestina, e depois divulgados e compartilhados no Facebook, em grupos enganosamente identificados com a Wikipédia ou com afiliados Wikimedia, como a inexistente "Wikimedia Angola", com milhares de membros, usando como chamariz imagens eróticas, usando os programas de parcerias para acesso a custo zero. A criatividade dos habitantes de países em desenvolvimento foi apontada como um dos factores por trás da elaboração dos esquemas de pirataria angolanos funcionando sobre a Wikipédia.
Apesar dos reportes de abuso generalizado originário do programa Wikipédia Zero em Angola, Adele Vrana, coordenadora das parcerias, recusou sequer considerar a hipótese de impedir os utilizadores angolanos participantes do programa de editar conteúdo, afirmando que o problema radicava na inabilidade por parte da comunidade em lidar com um súbito afluxo de novos editores. Cansados de combater os abusos, administradores da Wikipédia e outros projetos Wikimedia começaram bloqueando em massa os IPs angolanos, causando, como efeito colateral, o bloqueio da comunidade Wikimedista angolana, que até aí editava livremente e de forma construtiva a enciclopédia acedendo da forma convencional. No Wikimedia Commons, por exemplo, foi necessário solicitar a liberação de bloqueio a um fotógrafo angolano, cujo trabalho era de grande interesse para os projetos Wikimedia, impedido de carregar imagens devido aos bloqueios derivados dos acessos via Wikipedia Zero.
O programa de parcerias Wikipedia Zero em Angola foi percebido por alguns, como a organização ativista Access Now, como uma interferência de países desenvolvidos num país em desenvolvimento numa lógica colonial, alertando sobre os perigos da limitação do acesso à Wikipedia aos angolanos e outros cidadãos de países onde o Wikipedia Zero estava ativo.

### Gana
A Fundação iniciou o seu programa de parcerias no Gana em Dezembro de 2014, envolvendo acordos com as operadoras Airtel e MTN. Um estudo publicado em 2016 sobre o impacto dos pacotes Free Basics e Wikipedia Zero no Gana revelou que a parceria era geralmente percebida entre os clientes das operadoras como promoções das empresas de telecomunicações, com alguns utilizadores avançados classificando a sua utilização como experiências de infoexclusão. Os participantes que tentaram usar tanto o Free Basics como o Wikipedia Zero reportaram dados inconsistentes com o programa sobre como obter e usar as aplicações, incluindo a necessidade de ligar para um número de telefone para fazer o download da aplicação. Membros do Grupo de Utilizadores Wikimedia do Gana relataram que para fazer o download da aplicação era necessário ter balanço positivo no plano de dados do cliente da operadora, contrariando as expectativas de que os clientes conseguiriam usar a aplicação mesmo sem dados no plano. Um funcionário de uma ONG de Ho mostrou-se totalmente confundido sobre como usar o serviço sem gastar créditos do plano de dados. Em alguns casos, foi reportada confusão entre a Wikipedia e o Facebook. Muitos participantes do estudo responderam que nunca utilizaram os pacotes devido a barreiras tecnológicas e educacionais, além da incerteza sobre como deveriam ser usadas. Finalmente, os motivos que levaram os participantes a optar por pacotes com aqueles serviços não tinham relação com os pacotes a custo zero, prendendo-se com optimização dos seus gastos gerais com telecomunicações. A própria Fundação Wikimedia revelou em 2018 que pelo menos desde 2016, o programa de parcerias havia se revelado de pouco interesse para as operadoras.